# English Electric Canberra
O English Electric Canberra é um avião bombardeiro britânico a jato de primeira geração produzido pela fabricante britânica English Electric a partir do ano de 1951. 
O Canberra conseguia voar mais alto que qualquer outro bombardeiro durante os anos 50 e atingiu um recorde de altitude de 21 430 metros, em 1957.
Devido à sua capacidade para escapar aos caças a jacto de primeira geração,  voando numa altitude na qual os outros  eram incapazes de voar, e dando provas da sua performance superior a bombardeiros com motores a pistão, o Canberra tornou-se uma aeronave famosa e cobiçada, o que fez com que fosse exportada para muitos países à volta do globo.
Além de ser um aeronave táctica com capacidade de lançar um ataque nuclear, o Canberra provou ser extremamente adaptável servindo também como aeronave de reconhecimento fotográfico e electrónico. Marcando presença em inúmeros cenários de guerra como a Crise do Canal do Suez, a Guerra do Vietname, a Guerra Indo-paquistanesa, e em diversos conflitos no continente africano.
No seu país de origem, o Reino Unido, o Canberra foi dispensado pela Força Aérea Real em Junho de 2006, tendo prestado serviço durante 55 anos.